# Pålsboda
Pålsboda ist ein Tätort  in der Gemeinde Hallsberg im schwedischen Landkreis Örebro.
Pålsboda liegt etwa zwölf Kilometer östlich von Hallsberg entfernt. Durch den Ort führen der Riksväg 51 und mehrere Landesstraßen (Länsväg T 622, T 633 und T 652). Der Bahnhof von Pålsboda an der Västra stambanan – einst Ausgangspunkt der Pålsboda–Finspångs Järnväg und der Örebro–Pålsboda Järnväg – wird im Personenverkehr nicht mehr bedient.
In Pålsboda gibt es eine Schule, eine Volkshochschule, einige Vorschulen, einen Eisenwarenladen, drei Pizzerien, eine Konditorei, einen Blumenladen, eine Tankstelle, ein Lebensmittelgeschäft, eine Feuerwache und zwei Kirchen (zusätzlich ist die Pfingstkirche).
Die Einwohnerzahl von Pålsboda schwankt die letzten dreißig Jahre um die 1600 Einwohner.

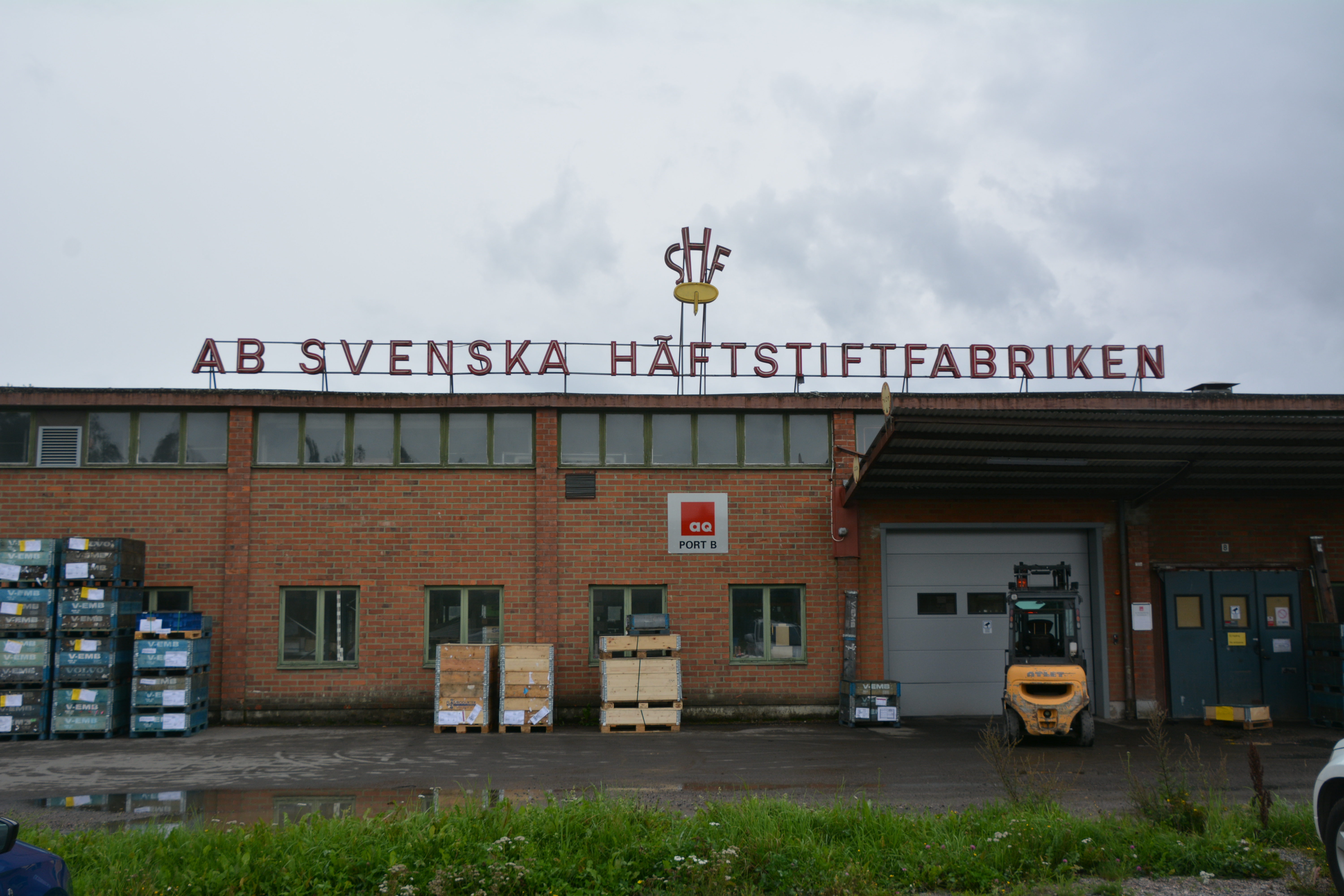
SHF
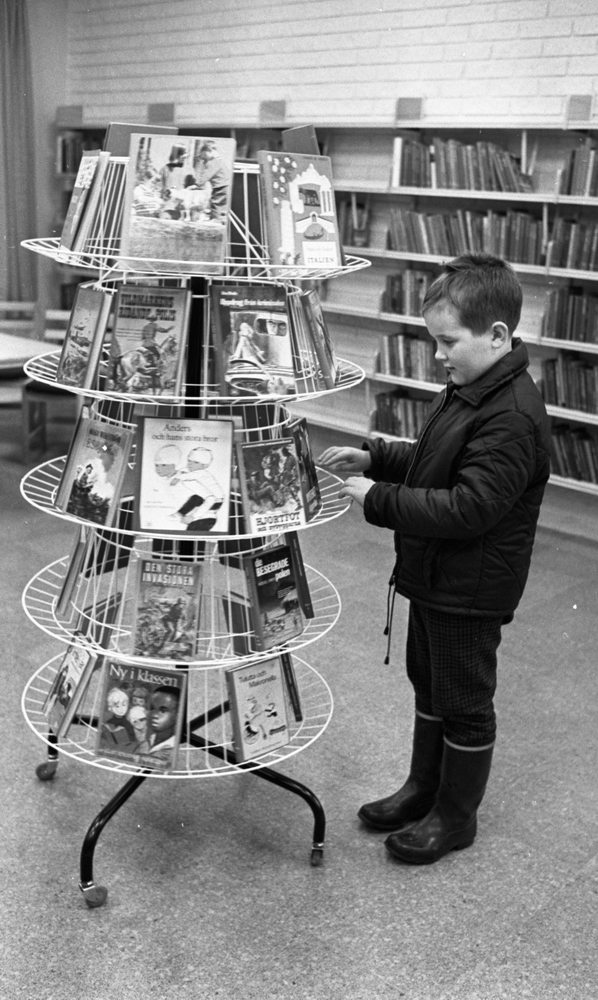
Bibliothek (1967)
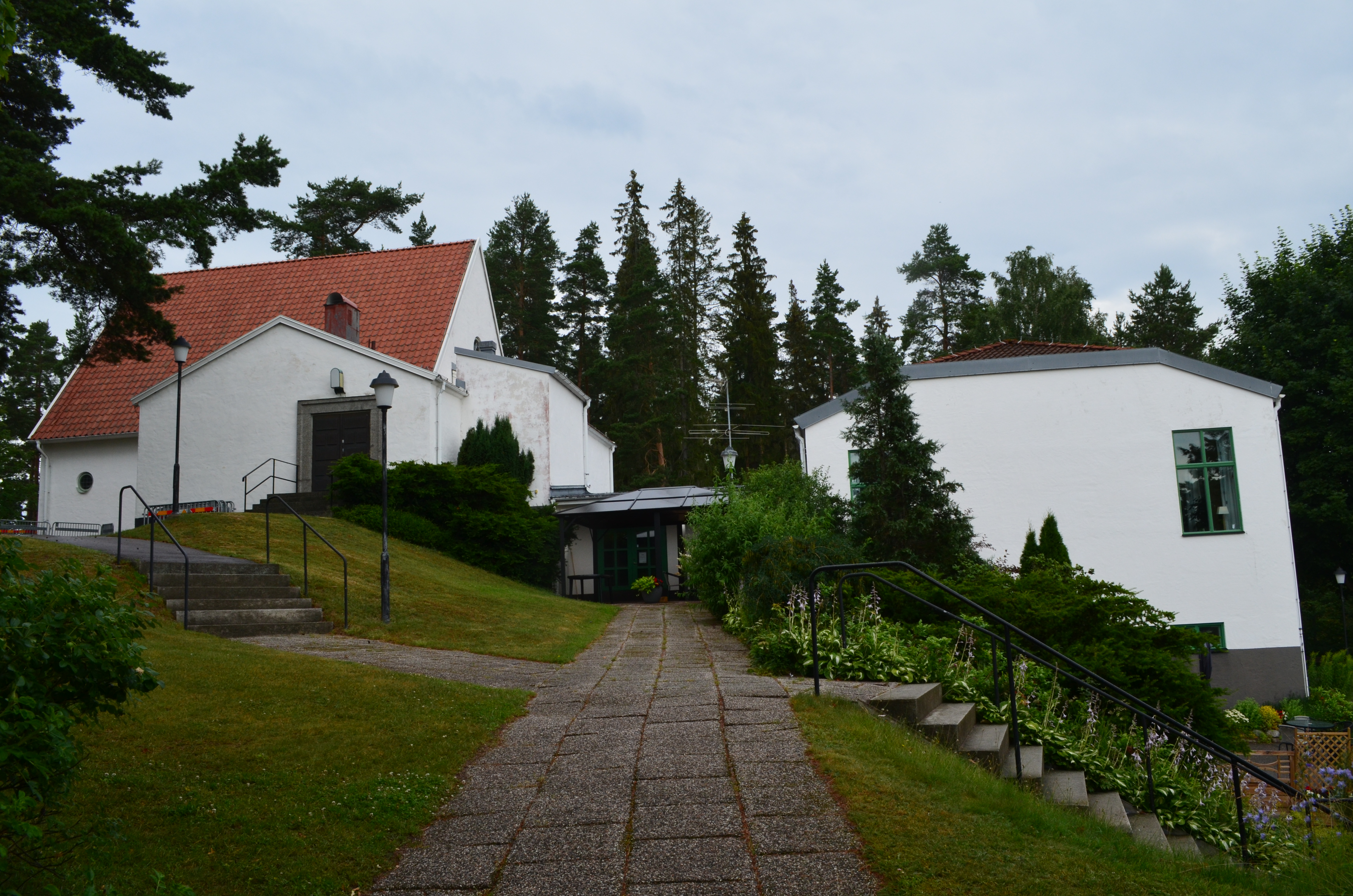
Kirche